# 6 км (зупинний пункт, Придніпровська залізниця, Більмацький район)
6 км — залізничний пасажирський зупинний пункт Запорізької дирекції залізничних перевезень Придніпровської залізниці.
Розташований у селі Дубове Більмацького району Запорізької області на лінії Комиш-Зоря — Верхній Токмак II між станціями Комиш-Зоря (6 км) та Щебеневий (3 км).
Станом на серпень 2019 р. по зупинному пункту 6 км приміське сполучення відсутнє, проте слідують поїзди далекого прямування.